# جک نیکلاس
جک ویلیام نیکلاس ( به انگلیسی: Jack Nicklaus) (زاده ۲۱ ژانویه ۱۹۴۰) با نام مستعار خرس طلایی، یک گلف‌باز حرفه‌ای آمریکایی است. او به عنوان یکی از بزرگترین گلف‌بازان تاریخ شناخته می‌شود.   او در طی ربع قرن، موفق به کسب ۱۸ رکورد قهرمانی بزرگ، یعنی سه مورد بیشتر از تایگر وودز شد. 

## یادداشت ها و منابع
1. ↑  Auclair, T.J. "10 Greatest golfers of all time". pga.com. Retrieved May 19, 2017.
2. ↑  Chase, Chris (April 13, 2018). "Who is the greatest golfer ever: Tiger or Jack?". USA Today. McLean, Virginia. Retrieved July 14, 2018.
3. ↑  Spencer, Reid (2002). The Sporting News selects 50 Greatest Golfers. The Sporting News. ISBN 0-89204-692-9.